# ویتولد پیلتسکی
ویتولد پیلتسکی (انگلیسی: Witold Pilecki) یک سرباز لهستانی در زمان جمهوری دوم لهستان، مؤسس ارتش سری لهستان در زمان اشغال لهستان توسط نازی‌ها و عضو ارتش میهنی که در سال ۱۹۴۲ تشکیل شد بود. او از اولین افرادی بود که توانست گزارش در مورد اردوگاه کار اجباری آشویتس تهیه کند.
او در زمان جنگ جهانی دوم داوطلب شد که در اردوگاه آشویتس زندانی شود تا اطلاعات در مورد آن به‌دست آورد. او در زمانی که در اردوگاه بود توانست یک گروه مقاومت ایجاد کند و به نیروهای متفقین در مورد اردوگاه آشویتس اطلاعات بدهد. او بعد از دو سال در سال ۱۹۴۳ از اردوگاه گریخت. او به دولت آواره لهستان پایبند ماند که در لندن ساکن بودند. بعد از جنگ جهانی دوم او توسط دولت کمونیست جدید لهستان دستگیر شد و به جرم کار برای دولت‌های بیگانه متهم شد. گزارش‌ها در مورد سرنوشت او تا سال ۱۹۸۹ که دولت کمونیستی بر لهستان حاکم بود ممنوع بود.